# Te amaré
Te amaré è un brano musicale del cantante italo-spagnolo Miguel Bosé eseguito in duetto con la cantante italiana Laura Pausini.

## Descrizione
È un singolo estratto a dicembre 2007 dall'album Papito di Miguel Bosé.
Pur non esistendo il CD singolo, il brano viene trasmesso in radio; non viene realizzato il videoclip del brano.
Gli autori del brano sono Miguel Bosé e Juan Carlos Calderón.

## Tracce
Download digitale
1. Te amaré (con Laura Pausini) – 5:15

## Pubblicazioni
Te amaré in duetto viene inoltre inserita negli album di Laura Pausini 20 - The Greatest Hits e 20 - Grandes Exitos del 2013; in versione solista Live nell'album di Miguel Bosé Papitour del 2007.

## Interpretazioni dal vivo
Te amaré viene eseguita da Miguel Bosé e Laura Pausini in alcune esibizioni dal vivo: il 27 febbraio 2007 durante il programma televisivo spagnolo di TVE 1 Gala Papito; il 5 dicembre 2007 al Mediolanum Forum d'Assago, tappa del PapiTour di Miguel Bosé; il 19 dicembre 2007 durante il programma televisivo spagnolo, di TVE 1 Gala de Andalucia; il 21 giugno 2008 nella Plaza de Toros de Las Ventas di Madrid, tappa del PapiTour di Miguel Bosé; il 21 novembre 2013 al Mandalay Bay Events Center di Las Vegas, durante la consegna dei Latin Grammy Awards, per festeggiare Miguel Bosé come Persona dell'anno 2013; il 6 marzo 2014 al The Theater at Madison Square Garden di New York, tappa del The Greatest Hits World Tour 2013-2015.

## Colonna sonora
Nel 2024 il brano viene utilizzato in Argentina come colonna sonora della telenovela Vivir de amor.